# Bretenière
Bretenière ist eine französische Gemeinde mit 935 Einwohnern (Stand 1. Januar 2022) im Département Côte-d’Or in der Region Bourgogne-Franche-Comté. Sie gehört zum Arrondissement Dijon und zum Kanton Longvic.
Umgeben wird die Gemeinde von Rouvres-en-Plaine im Nordosten, von Thorey-en-Plaine im Südosten und von Fénay im Westen.

## Bevölkerungsentwicklung
| Jahr                       | 1962 | 1968 | 1975 | 1982 | 1990 | 1999 | 2012 | 2019 |
| Einwohner                  | 338  | 436  | 446  | 513  | 675  | 776  | 781  | 929  |
| Quellen: Cassini und INSEE |      |      |      |      |      |      |      |      |

## Gemeindepartnerschaften

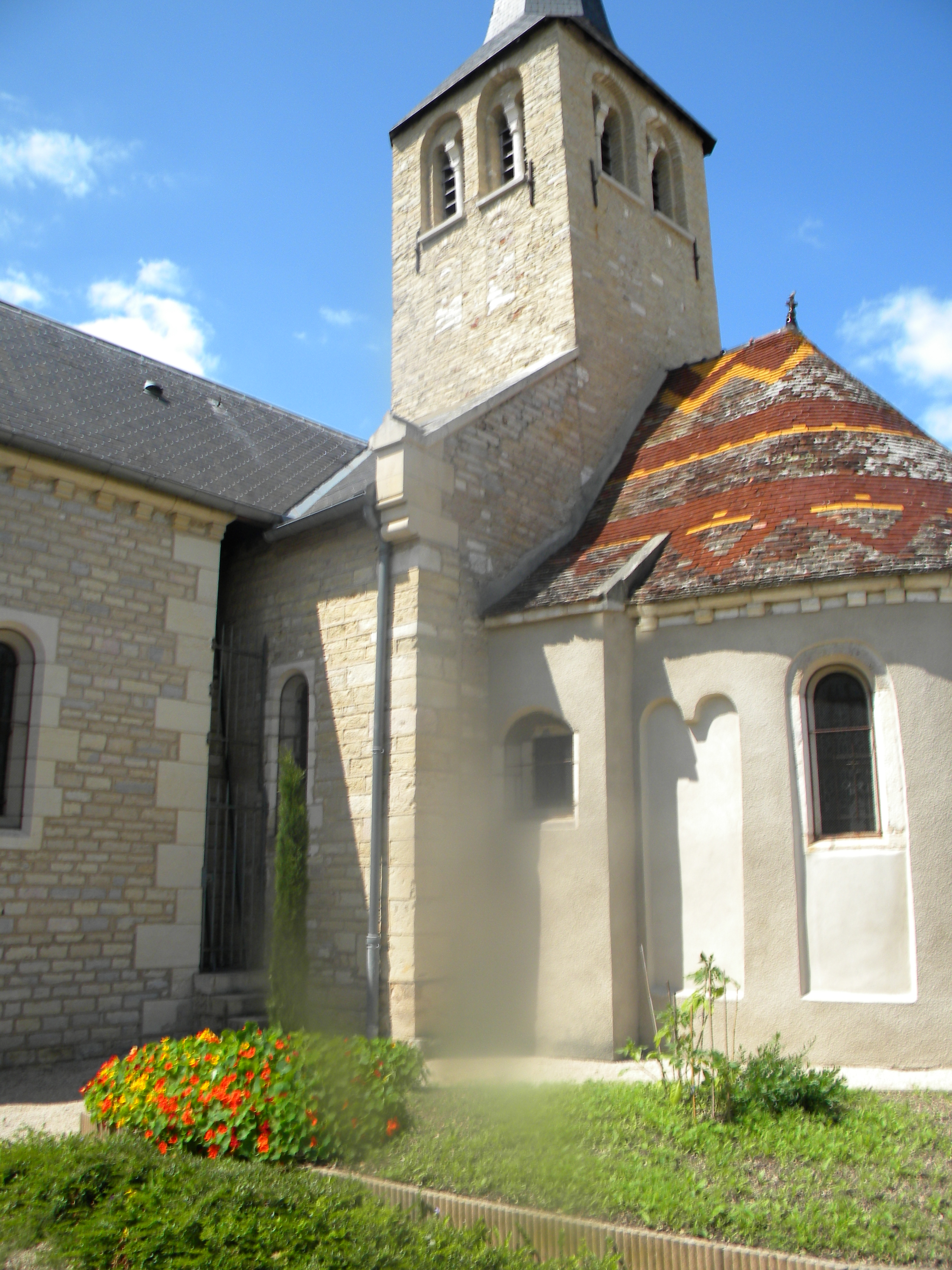
Kirche Saint-Phal

Bretenière unterhält eine Partnerschaft mit der deutschen Gemeinde Pellingen.